# أديل برلين
أديل برلين (بالإنجليزية: Adele Berlin) هي عالمة الكتاب المقدس أمريكية، ولدت في 23 مايو 1943.